# Saqueig de Gibraltar
|  | Per a altres significats, vegeu «Saqueig de Gibraltar (1540)». |

El saqueig de Gibraltar de 1361 fou un atac catalanoaragonès contra els dominis marínides.

## Antecedents
El 1309, Alonso Pérez de Guzmán, Guzmán el Bueno, la va conquerir —Setge de Gibraltar (1309)— per a la Corona de Castella però el 1333 els marínides del Marroc la van reconquerir, i el 1361 ja era l'única plaça que conservaven a la riba nord de l'Estret de Gibraltar.

## Batalla
El 1361, un cop signada la Pau de Terrer, Bernat II de Cabrera combaté a Gibraltar els sarraïns de la dinastia marínida amb sis galeres i 300 cavallers catalans i aragonesos.

## Conseqüències
Els marínides van perdre definitivament Gibraltar davant el nassarita de Granada Yússuf III el 1410, i al seu torn el duc de Guzmán de Medina Sidonia la va conquerir definitivament pels castellans el 20 d'agost de 1462.